# Matej Tóth
Matej Tóth (* 10. února 1983 Nitra) je bývalý slovenský atlet, chodec, v závodě chůze na 50 km je mistr světa z roku 2015 a olympijský vítěz z Ria 2016; jinak závodník VŠC Dukla Banská Bystrica.

## Sportovní kariéra
V začátcích své sportovní kariéry se věnoval především chůzi na 20 kilometrů. V roce 2005 skončil na mistrovství světa na této trati dvanáctý, o rok později dosáhl na mistrovství Evropy na šesté místo. Při světovém šampionátu v roce 2009 startoval v chodeckých závodech na 20 i 50 kilometrů. Na obou tratích skončil na desátém místě. V roce 2013 došel při světovém šampionátu v Moskvě pátý v závodě na 50 kilometrů chůze. V následující sezóně vybojoval na mistrovství Evropy v Curychu na této trati stříbrnou medaili. Dvojnásobného úspěchu dosáhl v roce 2015 – v březnu vytvořil nový slovenský rekord na 50 kilometrů chůze 3:34:38, v srpnu se stal v Pekingu mistrem světa v této disciplíně. Roku 2016 vyhrál časem 3:40:58 trať na 50 km na Letních olympijských hrách.
Na světovém šampionátu v Londýně v roce 2017 titul na 50 kilometrů chůze neobhajoval, protože ho IAAF začala vyšetřovat kvůli nesrovnalostem v biologickém pasu. Sám Tóth v prohlášení oznámil, že v Londýně nebude startovat kvůli tréninkovému výpadku a psychickému i fyzickému vyčerpání, které u něj informace o vyšetřování vyvolala. 
Do sezóny 2018 už vstoupil v plném tréninku, na evropském šampionátu v Berlíně vybojoval na trati 50 kilometrů stříbrnou medaili.

## Osobní život
Je ženatý, má dvě děti, jeho švagrem je Peter Korčok, prezident Slovenského atletického svazu. Matej Tóth je věřící křesťan, víru v Boha považuje za něco, co může sportovci pomoci.